# Nocturnes pour le roi de Rome
Pour plus de détails, voir Fiche technique et Distribution.
Nocturnes pour le roi de Rome est un film français réalisé en 2005 par Jean-Charles Fitoussi à Rome dans le cadre du Festival Pocket Film et sorti le 6 janvier 2010. Ce film est le premier long-métrage à avoir été tourné avec un téléphone portable équipé d'une caméra.

## Synopsis
Un vieux compositeur allemand est reçu à Rome, appelé par le roi pour lui composer huit nocturnes. Mais le souvenir de sa femme morte dans cette ville des années auparavant, auquel s'ajoutent les fantômes de la guerre pendant laquelle il naquit, l'empêche de composer quoi que ce soit...

## Fiche technique
- Titre : Nocturnes pour le roi de Rome
- Réalisateur : Jean-Charles Fitoussi
- Scénariste : Jean-Charles Fitoussi
- Musique : Frederick Weibgen
- Photographie : Jean-Charles Fitoussi
- Montage : Jean-Charles Fitoussi
- Production : Jean-Charles Fitoussi
- Société de production : Aura Été
- Société de distribution : Pointligneplan (France)
- Pays :  France
- Durée : 80 minutes
- Genre : musical
- Lieux de tournage : Rome
- Budget : 150 000 €
  -  France : 6 janvier 2010

## Distribution
- Cécile Bouissou : La femme morte du compositeur
- Amélie Dumont : la comtesse
- Achille Straub : le chat
- Frederick Weibgen : le compositeur